# Sensor

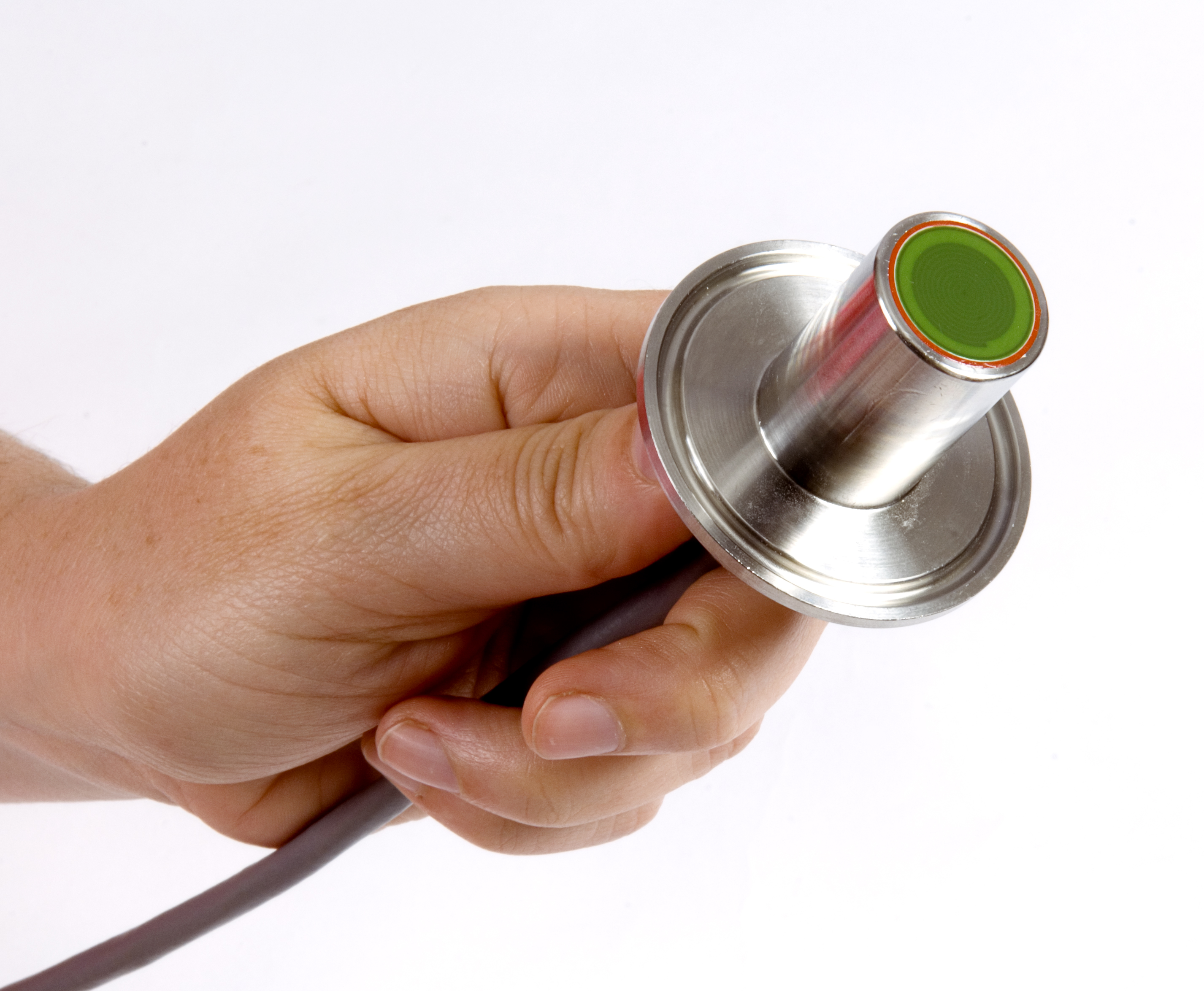
Sensor de efusividad térmica típicamente utilizado en la caracterización de materiales

Un sensor es todo aquello que tiene una propiedad sensible a una magnitud del medio, y al variar esta magnitud también varía con cierta intensidad la propiedad, es decir, manifiesta la presencia de dicha magnitud, y también su medida. 
Un sensor en la industria es un objeto capaz de variar una propiedad ante magnitudes físicas o químicas, llamadas variables de instrumentación, y transformarlas con un transductor en variables eléctricas. Las variables de instrumentación pueden ser por ejemplo: intensidad lumínica, temperatura,  distancia, aceleración, inclinación, presión, desplazamiento, fuerza, torsión, humedad, movimiento, pH, etc. Una magnitud eléctrica puede ser una resistencia eléctrica (como en una RTD), una capacidad eléctrica (como en un sensor de humedad), una tensión eléctrica (como en un termopar), una corriente eléctrica , etc.
Un sensor se diferencia de un transductor en que el sensor está siempre en contacto con la magnitud que la condiciona o variable de instrumentación con lo que puede decirse también que es un dispositivo que aprovecha una de sus propiedades con el fin de adaptar la señal que mide para que la pueda interpretar otro dispositivo. Por ejemplo el termómetro de mercurio que aprovecha la propiedad que posee el mercurio de dilatarse o contraerse por la acción de la temperatura.
Un sensor también puede decirse que es un dispositivo que convierte una forma de energía en otra.
Áreas de aplicación de los sensores: Industria automotriz, robótica, industria aeroespacial, medicina, industria de manufactura, etc.
Los sensores analógicos, como los potenciómetros y las resistencias de detección de fuerzas, siguen siendo muy utilizados. Sus aplicaciones incluyen la fabricación y la maquinaria, los aviones y la industria aeroespacial, los coches, la medicina, la robótica y muchos otros aspectos de nuestra vida cotidiana. Existe una amplia gama de otros sensores que miden las propiedades químicas y físicas de los materiales, como los sensores ópticos para medir el índice de refracción, los sensores vibratorios para medir la viscosidad de los fluidos y los sensores electroquímicos para controlar el pH de los fluidos.
La sensibilidad de un sensor indica cuánto cambia su salida cuando cambia la cantidad de entrada que mide. Por ejemplo, si el mercurio de un termómetro se mueve 1 cm cuando la temperatura cambia 1 °C, su sensibilidad es de 1 cm/°C (es básicamente la pendiente dy/dx suponiendo una característica lineal). Algunos sensores también pueden afectar a lo que miden; por ejemplo, un termómetro de temperatura ambiente insertado en una taza de líquido caliente enfría el líquido mientras que el líquido calienta el termómetro.  Los sensores suelen estar diseñados para tener un efecto pequeño sobre lo que se mide; hacer el sensor más pequeño a menudo mejora esto y puede introducir otras ventajas.
Los avances tecnológicos permiten fabricar cada vez más sensores a escala microscópica como microsensores utilizando la tecnología MEMS. En la mayoría de los casos, un microsensor alcanza un tiempo de medición significativamente más rápido y una mayor sensibilidad en comparación con los enfoques  macroscópicos. Debido a la creciente demanda de información rápida, asequible y fiable en el mundo actual, los sensores desechables -dispositivos de bajo coste y fáciles de usar para la monitorización a corto plazo o las mediciones de una sola vez- han adquirido recientemente una importancia cada vez mayor. Gracias a esta clase de sensores, cualquier persona puede obtener información analítica crítica en cualquier momento y lugar, sin necesidad de recalibración ni de preocuparse por la contaminación.
Los sensores pueden estar conectados a un computador para obtener ventajas como son el acceso a  la toma de valores desde el sensor, una base de datos, etc.

## Características técnicas de los sensores

Sensor de efecto Hall

- Rango de medida: dominio en la magnitud medida en el que puede aplicarse el sensor.
- Precisión: es el error de medida máximo esperado.
- Offset o desviación de cero: valor de la variable de salida cuando la variable de entrada es nula. Si el rango de medida no llega a valores nulos de la variable de entrada, habitualmente se establece otro punto de referencia para definir el offset. (down)
- Linealidad o correlación lineal.
- Sensibilidad de un sensor: suponiendo que es de entrada a salida y la variación de la magnitud de entrada.
- Resolución: mínima variación de la magnitud de entrada que puede detectarse a la salida.
- Rapidez de respuesta: puede ser un tiempo fijo o depender de cuánto varíe la magnitud a medir. Depende de la capacidad del sistema para seguir las variaciones de la magnitud de entrada.
- Derivas: son otras magnitudes, aparte de la medida como magnitud de entrada, que influyen en la variable de salida. Por ejemplo, pueden ser condiciones ambientales, como la humedad, la temperatura u otras como el envejecimiento (oxidación, desgaste, etc.) del sensor.
- Repetitividad: error esperado al repetir varias veces la misma medida.

Un sensor es un tipo de transductor que transforma la magnitud que se quiere medir o controlar, en otra, que facilita su medida. Pueden ser de indicación directa (e.g. un termómetro de mercurio) o pueden estar conectados a un indicador (posiblemente a través de un convertidor analógico a digital, un computador y un visualizador) de modo que los valores detectados puedan ser leídos por un humano.
Por lo general, la señal de salida de estos sensores no es apta para su lectura directa y a veces tampoco para su procesado, por lo que se usa un circuito de acondicionamiento, por ejemplo un puente de Wheatstone, amplificadores y filtros electrónicos que adaptan la señal a los niveles apropiados para el resto de los circuitos.

### Resolución y precisión
La resolución de un sensor es el menor cambio en la magnitud de entrada que se aprecia en la magnitud de salida. Sin embargo, la precisión es el máximo error esperado en la medida. 
La resolución puede ser de menor valor que la precisión. Por ejemplo, si al medir una distancia la resolución es de 0,01 mm, pero la precisión es de 1 mm, entonces pueden apreciarse variaciones en la distancia medida de 0,01 mm, pero no puede asegurarse que haya un error de medición menor a 1 mm. En la mayoría de los casos este exceso de resolución conlleva a un exceso innecesario en el coste del sistema. No obstante, en estos sistemas, si el error en la medida sigue una distribución normal o similar, lo cual es frecuente en errores accidentales, es decir, no sistemáticos, la repetitividad podría ser de un valor inferior a la precisión.
La resolución del sensor o resolución de medida es el cambio más pequeño que se puede detectar en la cantidad que se está midiendo. La resolución de un sensor con salida digital suele ser la  resolución numérica de la salida digital. La resolución está relacionada con la  precisión con la que se realiza la medición, pero no son lo mismo. La precisión de un sensor puede ser considerablemente peor que su resolución.
- Por ejemplo, la resolución de distancia es la distancia mínima que puede ser medida con precisión por cualquier dispositivos de medición de distancia. En una cámara de tiempo de vuelo, la resolución de distancia suele ser igual a la desviación estándar (ruido total) de la señal expresada en unidad de longitud.
- El sensor puede ser hasta cierto punto sensible a propiedades distintas de la propiedad que se está midiendo. Por ejemplo, la mayoría de los sensores se ven influidos por la temperatura de su entorno.

Sin embargo, la precisión no puede ser de un valor inferior a la resolución, pues no puede asegurarse que el error en la medida sea menor a la mínima variación en la magnitud de entrada que puede observarse en la magnitud de salida.

## Clasificación de los errores de medición

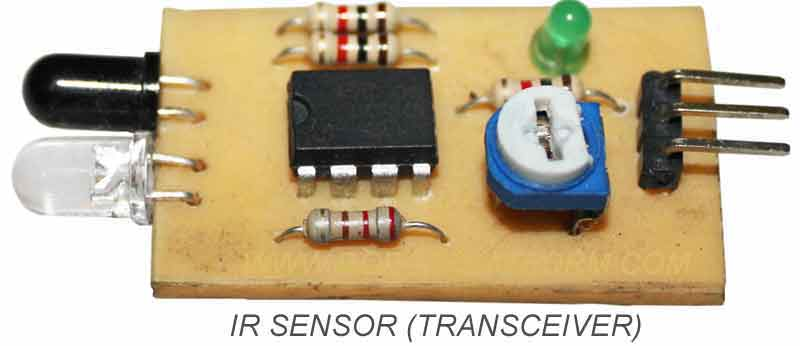
Un sensor de infrarrojos

Un buen sensor obedece las siguientes reglas:
- es sensible a la propiedad medida
- es insensible a cualquier otra propiedad que pueda encontrarse en su aplicación, y
- no influye en la propiedad medida.

La mayoría de los sensores tienen una función de transferencia lineal. La sensibilidad se define entonces como la relación entre la señal de salida y la propiedad medida. Por ejemplo, si un sensor mide la temperatura y tiene una salida de tensión, la sensibilidad es constante con las unidades [V/K].  La sensibilidad es la pendiente de la función de transferencia.  La conversión de la salida eléctrica del sensor (por ejemplo, V) a las unidades de medida (por ejemplo, K) requiere dividir la salida eléctrica por la pendiente (o multiplicar por su recíproco).  Además, con frecuencia hay que sumar o restar un desplazamiento.  Por ejemplo, debe añadirse -40 a la salida si la salida de 0 V corresponde a una entrada de -40 C.
Para que una señal analógica de un sensor pueda procesarse o utilizarse en un equipo digital, es necesario convertirla en una señal digital, utilizando un conversor analógico-digital.

### Desviaciones del sensor
Dado que los sensores no pueden replicar una función de transferencia ideal, pueden producirse varios tipos de desviaciones que limitan la  exactitud del sensor:
- Puesto que el rango de la señal de salida está siempre limitado, la señal de salida alcanzará finalmente un mínimo o un máximo cuando la propiedad medida exceda los límites. El rango fondo de escala define los valores máximo y mínimo de la propiedad medida.
- La sensibilidad puede diferir en la práctica del valor especificado. Esto se denomina error de sensibilidad.  Se trata de un error en la pendiente de una función de transferencia lineal.
- Si la señal de salida difiere del valor correcto por una constante, el sensor tiene un error de offset o sesgo. Esto es un error en la intersección y de una función de transferencia lineal.
- No linealidad es la desviación de la función de transferencia de un sensor de una función de transferencia de línea recta. Normalmente, esto se define por la cantidad que la salida difiere del comportamiento ideal sobre el rango completo del sensor, a menudo anotado como un porcentaje del rango completo.
- La desviación causada por cambios rápidos de la propiedad medida en el tiempo es un error dinámico. A menudo, este comportamiento se describe con un diagrama de bode que muestra el error de sensibilidad y el desplazamiento de fase como una función de la frecuencia de una señal de entrada periódica.
- Si la señal de salida cambia lentamente independientemente de la propiedad medida, esto se define como deriva. La deriva a largo plazo durante meses o años está causada por cambios físicos en el sensor.
- El ruido es una desviación aleatoria de la señal que varía con el tiempo.
- Un error de histéresis hace que el valor de salida varíe en función de los valores de entrada anteriores.  Si la salida de un sensor es diferente dependiendo de si un valor de entrada específico fue alcanzado aumentando o disminuyendo la entrada, entonces el sensor tiene un error de histéresis.
- Si el sensor tiene una salida digital, la salida es esencialmente una aproximación de la propiedad medida. Este error también se llama error de cuantificación digital.
- Si la señal se monitoriza digitalmente, la frecuencia de muestreo puede causar un error dinámico, o si la variable de entrada o el ruido añadido cambia periódicamente a una frecuencia cercana a un múltiplo de la frecuencia de muestreo, pueden producirse errores de aliasing.
- El sensor puede ser hasta cierto punto sensible a propiedades distintas de la propiedad que se está midiendo. Por ejemplo, la mayoría de los sensores están influenciados por la temperatura de su entorno.

Todas estas desviaciones pueden clasificarse como errores sistemáticos o errores aleatorios. En ocasiones, los errores sistemáticos pueden compensarse mediante algún tipo de estrategia de calibración. El ruido es un error aleatorio que puede reducirse mediante procesado de señal, como el filtrado, normalmente a expensas del comportamiento dinámico del sensor.

## Tipos de sensores
En la siguiente tabla se indican algunos tipos y ejemplos de sensores electrónicos.
| Posición lineal y angular        | Potenciómetro           | Analógica             |
| Posición lineal y angular        | Encoder                 | Digital               |
| Posición lineal y angular        | Sensor Hall             | Digital               |
| Desplazamiento y deformación     | Galga extensiométrica   | Analógica             |
| Desplazamiento y deformación     | Magnetoestrictivos      | A/D                   |
| Desplazamiento y deformación     | Magnetorresistivos      | Analógica             |
| Desplazamiento y deformación     | LVDT                    | Analógica             |
| Velocidad lineal y angular       | Dinamo tacométrica      | Analógica             |
| Velocidad lineal y angular       | Encoder                 | Digital               |
| Velocidad lineal y angular       | Detector inductivo      | Digital               |
| Velocidad lineal y angular       | Servo-inclinómetros     | A/D                   |
| Velocidad lineal y angular       | RVDT                    | Analógica             |
| Velocidad lineal y angular       | Giróscopo               |                       |
| Aceleración                      | Acelerómetro            | Analógico             |
| Aceleración                      | Servo-accelerómetros    |                       |
| Fuerza y par (deformación)       | Galga extensiométrica   | Analógico             |
| Fuerza y par (deformación)       | Sensor de fuerza        | Analógico             |
| Fuerza y par (deformación)       | Sensor de par           | Analógico             |
| Fuerza y par (deformación)       | Multicomponente         | Analógico             |
| Presión                          | Membranas               | Analógica             |
| Presión                          | Piezoeléctricos         | Analógica             |
| Presión                          | Manómetros Digitales    | Digital               |
| Caudal                           | Turbina                 | Analógica             |
| Caudal                           | Magnético               | Analógica             |
| Temperatura                      | Termopar                | Analógica             |
| Temperatura                      | RTD                     | Analógica             |
| Temperatura                      | Termistor NTC           | Analógica             |
| Temperatura                      | Termistor PTC           | Analógica             |
| Temperatura                      | Bimetal - Termostato    | I/0                   |
| Sensores de presencia            | Inductivos              | I/0                   |
| Sensores de presencia            | Capacitivos             | I/0                   |
| Sensores de presencia            | Ópticos                 | I/0 y Analógica       |
| Sensores táctiles                | Matriz de contactos     | I/0                   |
| Sensores táctiles                | Piel artificial         | Analógica             |
| Visión artificial                | Cámaras de video        | Procesamiento digital |
| Visión artificial                | Cámaras CCD o CMOS      | Procesamiento digital |
| Sensor de proximidad             | Sensor final de carrera |                       |
| Sensor de proximidad             | Sensor capacitivo       | Analógica             |
| Sensor de proximidad             | Sensor inductivo        | Analógica             |
| Sensor de proximidad             | Sensor fotoeléctrico    | Analógica             |
| Sensor acústico (presión sonora) | micrófono               | Analógica             |
| Sensores de acidez               | ISFET                   |                       |
| Sensor de luz                    | fotodiodo               | Analógica             |
| Sensor de luz                    | Fotorresistencia        | Analógica             |
| Sensor de luz                    | Fototransistor          | Analógica             |
| Sensor de luz                    | Célula fotoeléctrica    | Analógica             |
| Sensores captura de movimiento   | Sensores inerciales     |                       |

Algunas magnitudes pueden calcularse mediante la medición y cálculo de otras, por ejemplo, la velocidad de un móvil puede calcularse a partir de la integración numérica de su aceleración. La masa de un objeto puede conocerse mediante la fuerza gravitatoria que se ejerce sobre él en comparación con la fuerza gravitatoria ejercida sobre un objeto de